# کارل یافه
کارل یافه (آلمانی: Carl Jaffe؛ ‏ ۲۱ مارس ۱۹۰۲ – ۱۲ آوریل ۱۹۷۴) بازیگر اهل آلمان بود. وی بین سال‌های ۱۹۳۴ تا ۱۹۷۴ میلادی فعالیت می‌کرد.
از فیلم‌ها یا برنامه‌های تلویزیونی که وی در آن نقش داشته‌است، می‌توان به ارتش بابا، زندگی و مرگ کلنل بلیمپ، خیانت، آیوانهو، رز سیاه، من یک عروس مذکر زمان جنگ بودم، خائن، چرخ‌دنگ، بهار رمی خانم استون، عملیات کراسبو، مرد مضاعف و ویولن‌زن روی بام اشاره کرد.